# (2242) Balaton
(2242) Balaton es un asteroide que forma parte del cinturón de asteroides y fue descubierto por György Kulin el 13 de octubre de 1936 desde el observatorio Konkoly de Budapest, Hungría.

## Designación y nombre
Balaton se designó al principio como 1936 TG.
Más tarde fue nombrado por el Balatón, un lago de Hungría.

## Características orbitales
Balaton está situado a una distancia media del Sol de 2,208 ua, pudiendo alejarse hasta 2,468 ua y acercarse hasta 1,949 ua. Su excentricidad es 0,1175 y la inclinación orbital 2,538°. Emplea en completar una órbita alrededor del Sol 1199 días.